# Пясъчна бълха
Пясъчната бълха, известна още като Бразилска земна бълха (Tunga penetrans), е вид бълха от семейство Tungidae. Това е паразитно насекомо, което се среща най-вече в тропически и субтропически климат. В своята паразитна фаза то има значително въздействие върху своите гостоприемници, включвайки хората и някои други видове бозайници. Паразитното заразяване с T. penetrans се нарича тунгиоза (на английски: tungiasis).

## Разпространение и местообитание
Видът е разпространен в Централна и Южна Америка, особено в Гвиана и Бразилия. Внесен е от колонизаторите в Субсахарска Африка, където се разпространява много бързо.
Задържа се в горите върху растения и особено върху суха трева, от която скача върху хора и животни. Освен това често се среща в близост до човешки жилища, кошари и обори.

## Описание
Пясъчната бълха е най-малката известна бълха, достигаща размери от само 1 mm. Мъжкият и неоплодената женска имат еднакви размери. На цвят е червеникаво-кафява с бяло петно в средата, а главата е малко по-тъмна. Тялото е овално, главата има ъгловато чело и малки очи, долните челюсти са много малки, едва изпъкнали и снабдени с къси едносегментирани щипки, а горните челюсти са назъбени като трион.

## Заразяване
Тази бълха е най-разпознаваема в своята паразитна фаза. Докато е забита под роговия слой на кожата, същият може да достигне до 1 cm напречно. През първите ден, два от заразяването, гостоприемникът може да почувства сърбеж или дразнене, което след това преминава, тъй като зоната около бълхата става нечувствителна. Тъй като по-късно коремът на бълхата се подува с яйца, натискът от това подуване може да притисне съседните нерви или кръвоносни съдове. В зависимост от точното място, това може да причини усещания, вариращи от леко дразнене до сериозен дискомфорт.
Тази бълха обикновено се настънява при хората под ноктите на големите пръсти на краката, а при бозайниците – в кожата на долните части на краката. Най-често страдат хората, които ходят боси. От сърбежа, причинен от паразита, и от последващото чесане започва възпаление, което постепенно се засилва, особено ако няколко женски се съберат под кожата. Понякога възпалението преминава в нагнояване и гангрена, в резултат на което се налага ампутация на част или на цялия засегнат крайник, а в някои случаи се стига и до фатален край.
Гостоприемници могат да бъдат:
- Чифтокопитни – домашно говедо, домашна свиня, домашна коза, овца, огърличесто пекари, лама, викуня, четкоуха свиня
- Хищници – куче, котка, ягуар
- Броненосци – деветопоясен броненосец, късоопашат броненосец, голям четинест броненосец
- Примати – човек, бабуин
- Гризачи – равнинска пака, петнисто агути, домашна мишка, мишка на Теминк, черен плъх, сив плъх, морско свинче, бразилско морско свинче, червено акуши

## Лечение
Понастоящем няма налични лекарства с доказана ефективност. Провежданите клинични изпитвания не показват обещаващи резултати. Поради това хирургическата екстракция все още остава като лечение по избор при пациенти с ниско заразяване, като например туристи, завръщащи се от ендемични райони. Единственият подход за намаляване на заболеваемостта е прилагането на репелент за предотвратяване на проникването на пясъчни бълхи.